# Епиктет
Епиктет (грч. Ἐπίκτητος; Хијераполис, 50 — Никополис, 138) је био грчки филозоф, један од важнијих представника касног стоицизма.

## Биографија
О његовом животу је веома мало познато. Зна се, да је био Епафродитов роб, који му је након смрти Нерона, због његових интелектуалних способности подарио слободу. 
После тога, био је ученик Гаја Мусонија Руфија (лат. Gaius Musonius Rufus), римског филозофа и умјереног представника стоицизма. Касније, Епиктет постаје учитељ и заговорник стоицистичких постулата филозофије. Имао је више ученика.
По наредби римског цара Домицијана, и Епиктет је 94. године, поред осталих филозофа и математичара, прогнан из Рима. Настањује се у Никополису на Епирусу, гдје оснива своју филозофску школу стоицизма. Наводно, школа је била веома посјећена и омиљена у народу.
Тврди се да је би спор и да се никада није женио.

## Учење
Као представника стоицизма, Епиктетове наставне активности су се ограничавале на учењу физике, логике и етике. При томе је акценат свога учења, као и сви остали припадници тог филозофског правца, стављао на етику и то посебно на морал и религију. Кроз те области његовог интересовања и учења, имао је јак утицај на развој раног хришћанства.
По његовом учењу, човјек треба да разграничи, на које ствари и догађаје у животу може сам да утиче, а на које не. Тек са тим сазнањима он себи омогућава постизање среће и душевног благостања. При томе, за ствари на које може да утиче, треба да тражи сопствено и индивидуално рјешење. Оне ствари и догађаје, на које нема директан утицај, треба „стоички“ да поднесе - односно да их прихвати онакве какве јесу. Даље, не треба да буде узнемирен због догађаја, који се дешавају због природних или божијих закона.
Важан аспект Епиктетовог учења представља и теорија, да те основне претпоставке, не само да су сваком појединцу познате, него да се у свакодневном животу и примјењују.
Његов кључни слоган гласи: „Поднеси и одричи се“, „sustine et abstine“.

## Утицај
Посебно позната је Епиктетова изјава: „Човјек није узнемирен због самих ствари, него због свог схватања истих!“ Та реченица се може схватити као основа његовог учења. Том реченицом се води, на примјер и Алберт Елис (енгл. Albert Ellis) при развоју своје рационално емотивне терапије, гдје се полази од тога, да одлучујућу разлог психичких поремећаја треба тражити у ирационалним шаблонима размишљања.

## Дјела
Епиктетова дјела би данас умногоме остала непозната, да није имао ученика по имену Аријан (Lucius Flavius Arrianus), који је већину његових говора биљежио. Његово најпознатије дјело представља „Приручник морала“ (encheiridion) док су познати и његови „Разговори“ (diatribai).